# Stabkirche Fantoft

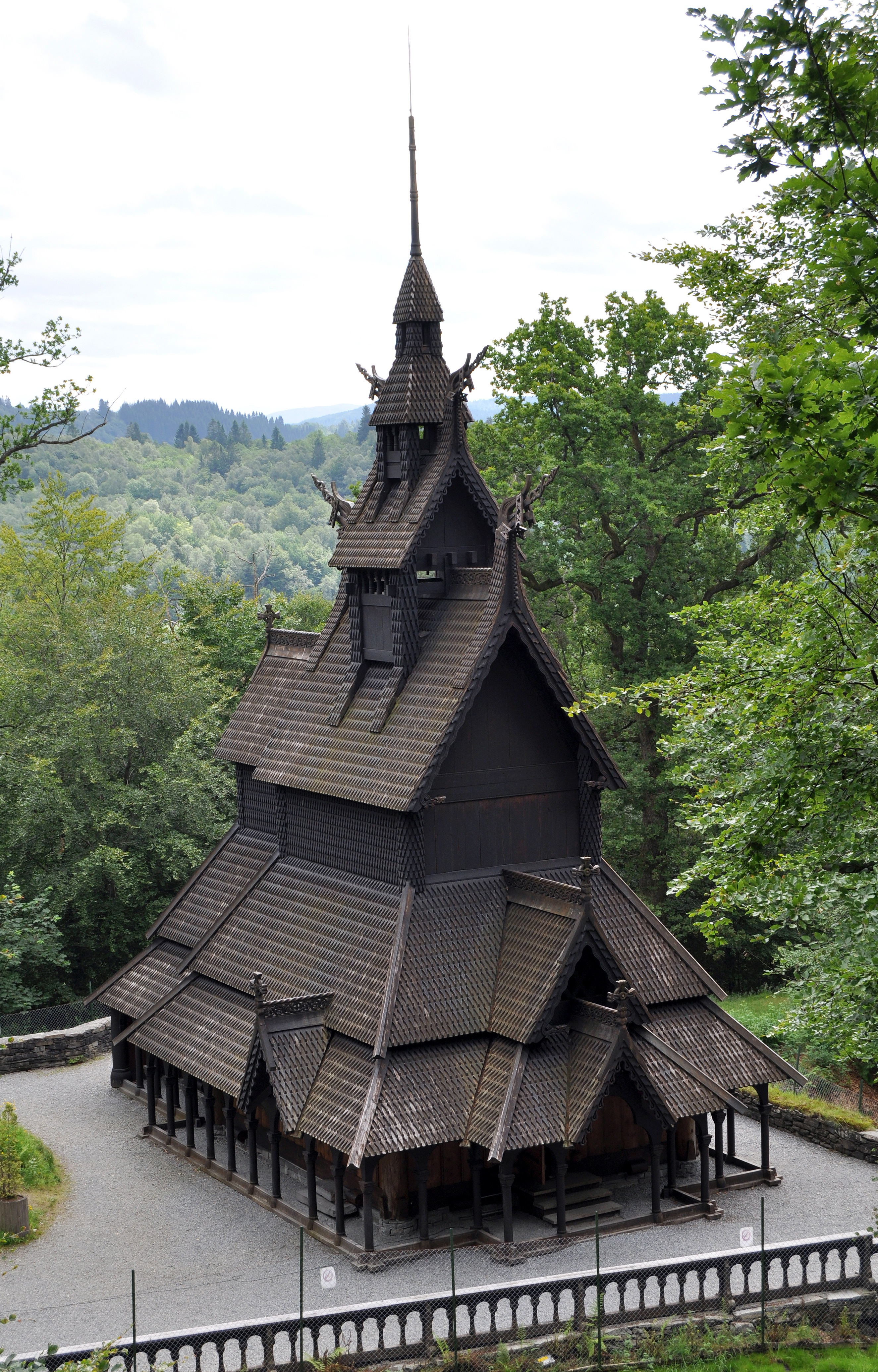
Neue Stabkirche von Fantoft

Die Stabkirche Fantoft (oder Stabkirche Fortun) im Bergener Stadtteil Fantoft ist heute ein Nachbau der ehemaligen Stabkirche von Fortun, einem kleinen Dorf an einem Seitenarm des Sognefjords in Norwegen.

## Geschichte

### Originalbau in Fortun

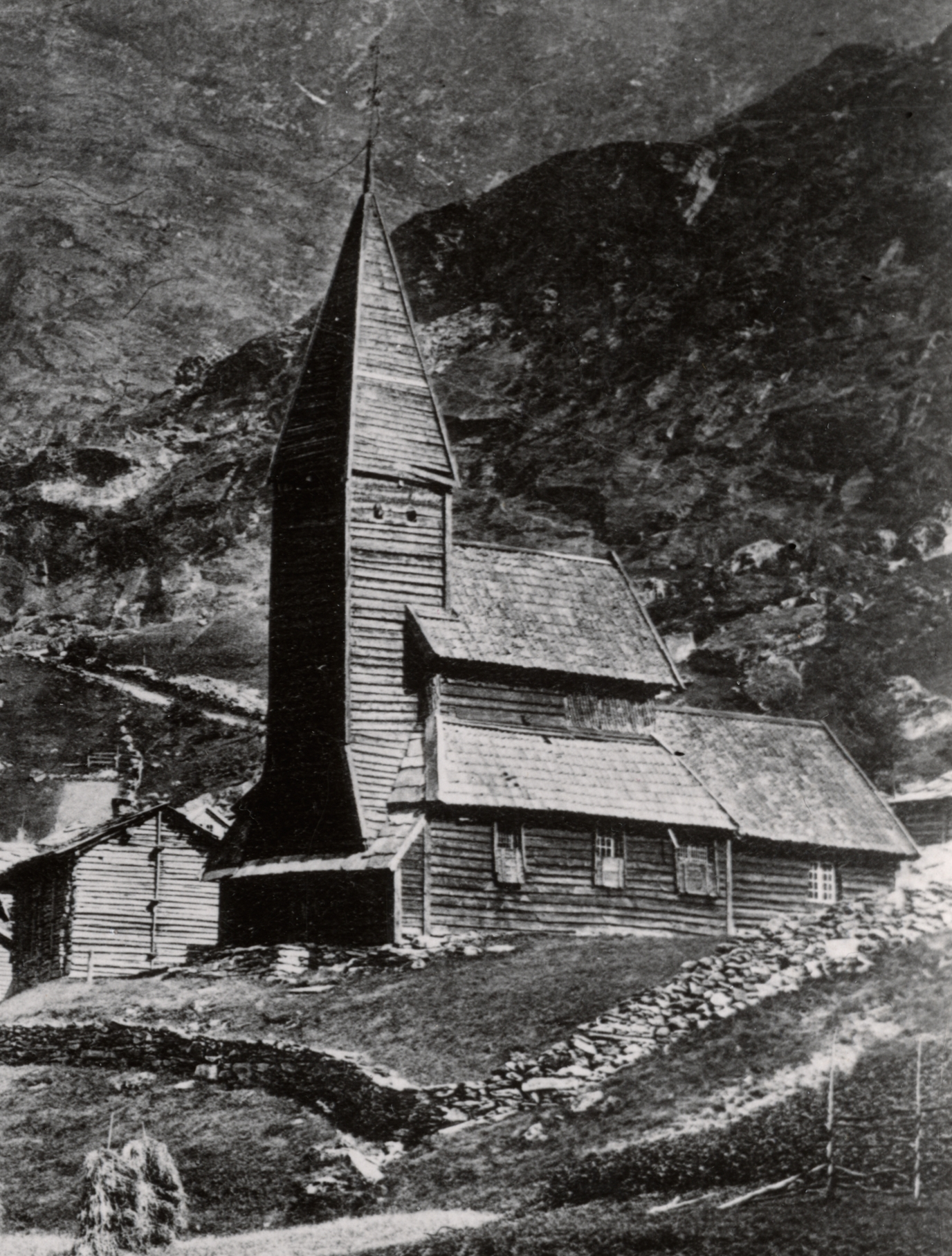
Die ursprüngliche Kirche in Fortun.

Errichtet wurde die Stabkirche wahrscheinlich im frühen 13. Jahrhundert in der Art der dreischiffigen Säulenstabkirchen. Sie diente zwischen ihrer Erbauung und ihrem Abbruch als Gemeindekirche für einige Höfe mit jeweils ca. 15–30 Bewohnern (freie Bauernfamilien und Gesinde) im Fortundalen. Diese Zahl schwankte, hauptsächlich bedingt durch regelmäßige Epidemien, die Norwegen über einen Zeitraum von 200 Jahren etwa alle zehn Jahre in größerem oder kleinerem Ausmaß heimsuchten. Die erste dieser Epidemien, die Pest von 1349/50, raffte etwa die Hälfte der norwegischen Bevölkerung dahin und verwaiste ganze Landstriche. Zwischen 1349 und 1562 ist keine Bevölkerung in der Umgebung nachzuweisen und es wird davon ausgegangen, dass die Kirche über einen Zeitraum von ca. 150 Jahren in Vergessenheit geriet. Nach der Neubesiedelung des Tals muss sie bis ca. 1650 weitgehend unberührt gestanden haben. Seit der Einführung der Reformation in Norwegen im Jahr 1536 war die Kirche offiziell evangelisch-lutherisch. Zwischen 1650 und 1700 wurden dann weitreichende Veränderungen vorgenommen, so wurde z. B. ein Turm hinzugefügt, ein Himmel (zur Verbesserung der internen Temperaturverhältnisse im Winter) versperrte den Blick auf die Dachkonstruktion, und auch der Chor wurde komplett erneuert. Um 1700 wurde das Kirchenschiff von innen bemalt.
Die Giebel waren mit Drachenköpfen geschmückt und das Dach war mit dreifach gebranntem Kiefernharz geteert, um den Witterungseinflüssen besser standzuhalten. Die Kirche umgab ein Laubengang, ein halb offener Umgang, der Schutz vor Wind und Wetter bot und schon früher als allgemeiner Treffpunkt fungierte.

### Neuaufbau in Fantoft
Ein Gesetz von 1851, das besagte, dass jede Kirche mindestens 30 Prozent der Gemeinde beherbergen können musste, bedeutete das Aus für die meisten der bis dahin erhaltenen Stabkirchen in Norwegen. Im Jahre 1879 sollte die Kirche zugunsten eines Neubaus abgerissen werden und, wie damals wegen der allgemein herrschenden Armut üblich, als Brennholz verkauft werden. Der Bergener Konsul Fredrik Georg Gade kaufte daraufhin das Gebäude, ließ es zerlegen und errichtete es 1883 auf seinem Grundstück in Fantoft, im Süden der Stadt, neu. Dabei wurde auch versucht, die Kirche in ihren mittelalterlichen Zustand zurückzuversetzen. Da das Schiff weitestgehend erhalten war und archäologische Untersuchungen weiteren Aufschluss auf die ursprüngliche Konstruktion zuließen, konnte das Projekt in kurzer Zeit mit sehr großem handwerklichen Sachverstand realisiert werden. Als Vorlagen für nicht überlieferte Details (Laubengang, Dachreiter, Apsis und äußere Dekorationen) dienten hierbei andere, artverwandte Stabkirchen derselben Region.
Fortan wurde die Kirche nicht mehr Fortun-, sondern Fantoft-Stabkirche genannt.

### Brandanschlag und Wiederaufbau
Die Kirche brannte am 6. Juni 1992 nach einem Brandanschlag komplett nieder. Nur verkohltes Gebälk und eine verbrannte Eingangstür zeugten von der ehemaligen Kirche. Varg Vikernes, Gründer des Black-Metal-Projektes Burzum, druckte eine Photographie der Überreste auf das Cover der 1993 veröffentlichten Burzum-EP Aske (norwegisch für ‚Asche‘), den ersten 1000 Exemplaren lag außerdem ein Feuerzeug mit dem gleichen Aufdruck bei. Trotz angeblich recht eindeutiger Indizien konnte Vikernes nicht verurteilt werden. Die zuständigen Schöffen votierten für nicht schuldig. Die Berufsrichter, für die die Schuldfrage hinreichend geklärt war, hielten diese Entscheidung für einen Fehler, insistierten jedoch nicht darauf, den Prozess neu aufrollen zu lassen, zumal Vikernes wegen anderer Brandanschläge und des Mordes an Øystein „Euronymous“ Aarseth ohnehin zu 21 Jahren Haft verurteilt worden war. Vikernes erklärte im Dokumentarfilm Until the Light Takes Us, die Kirche sei niedergebrannt worden, da sie auf „heidnischem Grund“ errichtet worden sei.
Im Jahr 1993 wurde der Wiederaufbau anhand alter Zeichnungen, Baupläne von der Rekonstruktion sowie Fotografien begonnen. 1997 konnte der Bau zur Besichtigung wieder freigegeben werden. Die Stabkirche ist heute als nahezu exakte Kopie der Kirche im Zustand von 1883 bis 1992 zu sehen. Beim Wiederaufbau wurde weitgehend auf authentische Techniken und Werkzeuge zurückgegriffen. Die Materialien sind identisch, so wurde z. B. das Bauholz dem gleichen norwegischen Urwald entnommen wie das Original und auch das Taufbecken aus Speckstein entstammt demselben Steinbruch wie das Original. Auch Bienenwachs (unter anderem zur Versiegelung der Masten) und die ausschließliche Verwendung von Holznägeln tragen zur Authentizität des Neubaus bei. Einziges Teil der alten Innenausstattung ist das metallene Altarkreuz, welches nach dem Brand in der Asche aufgefunden wurde.

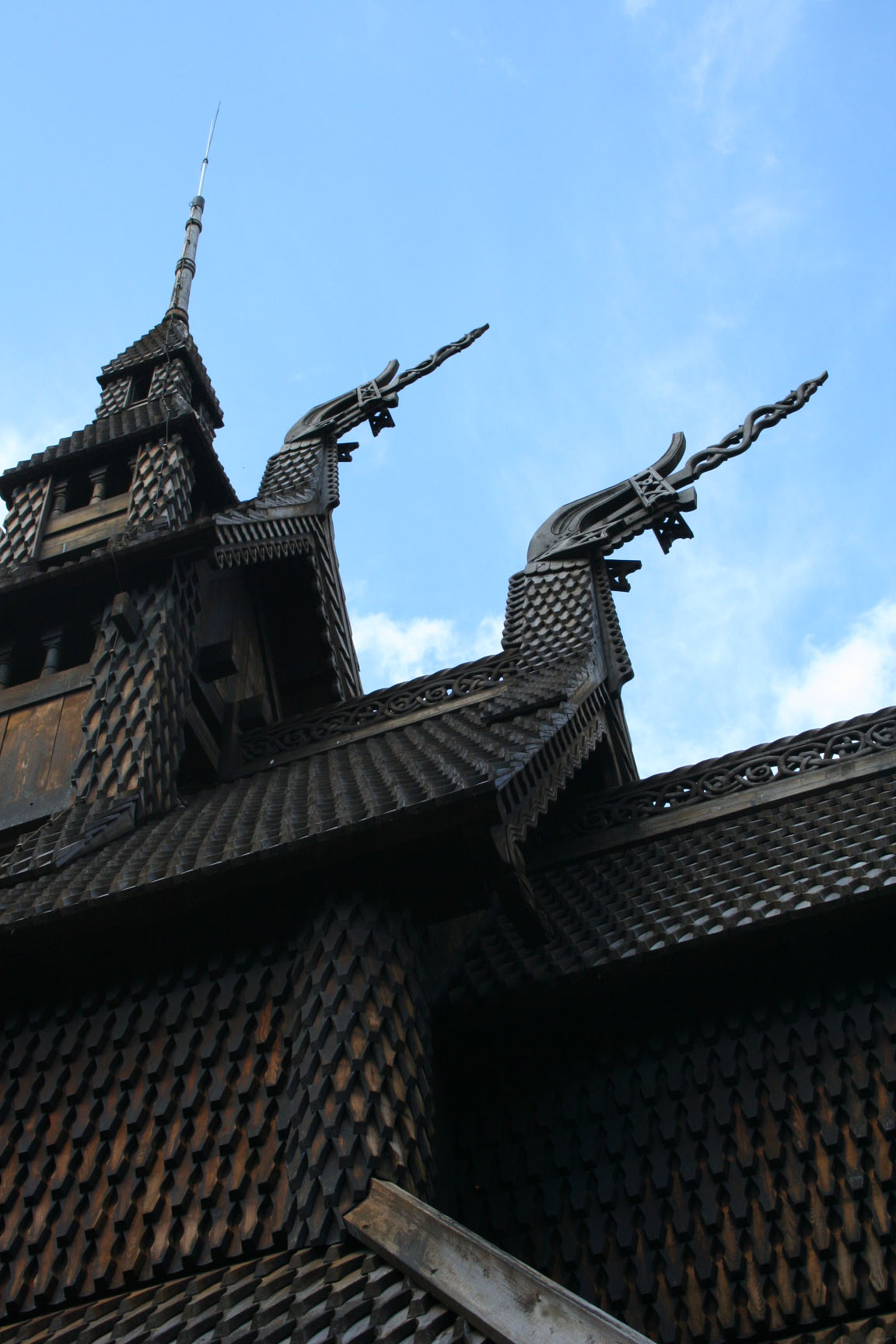
Dachschmuck
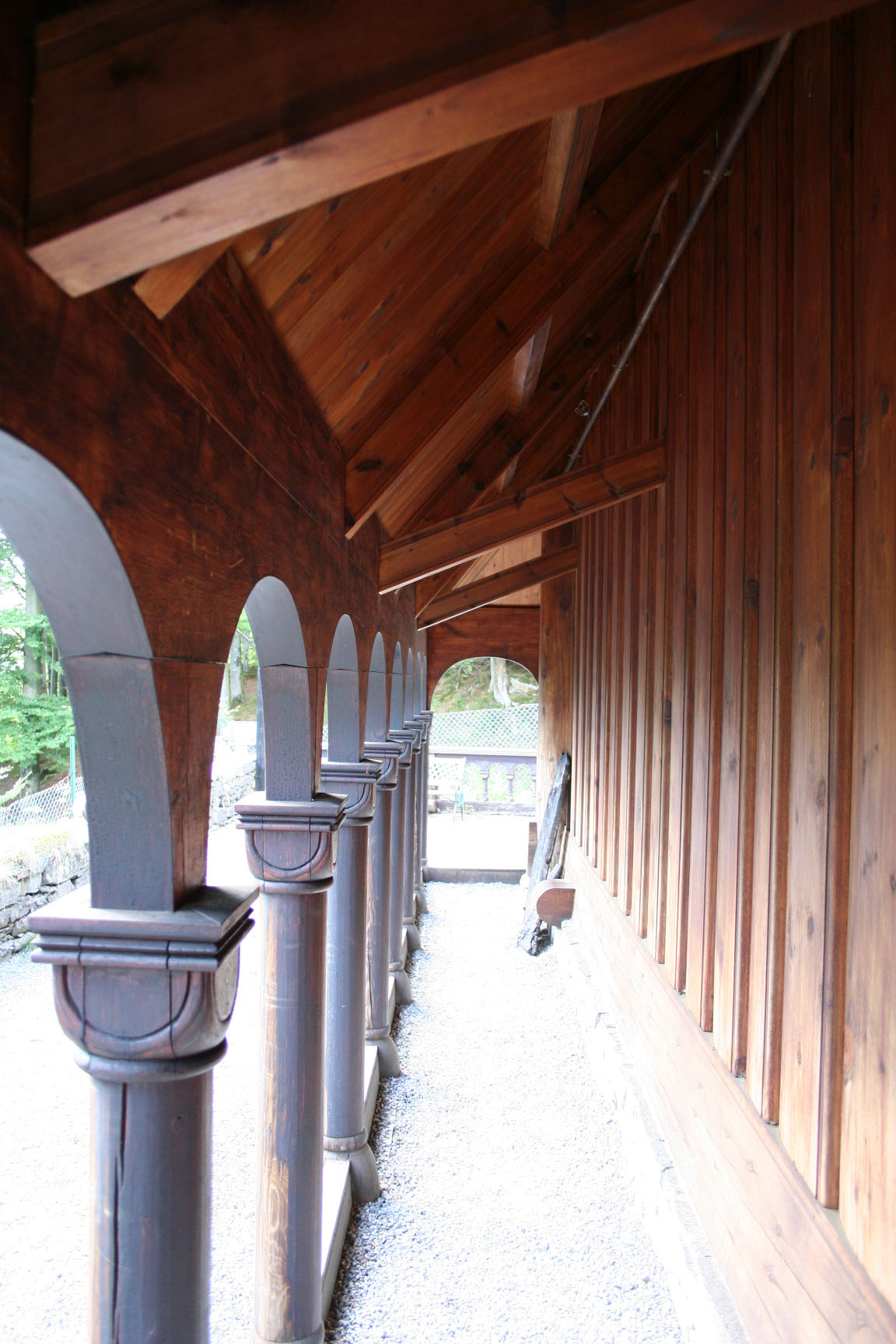
Laubengang

## Architektur

Plan der ursprünglichen Kirche

Die Kirche ist eine Sechzehn-Mast-Stabkirche, wobei die mittleren Masten der beiden Schmalseiten des Schiffs von der unteren Balkanzangen abgefangen werden. Das Kircheninnere ist schmal. Der Chor hat vorne bei der Apsis und im ersten Drittel je zwei Masten. Von den Masten im Chordrittel geht die kniehohe Balustrade hervor, die sich als Halbkreis durch das zweite Drittel durch den Chor zieht. Im Gegensatz zum Plan besteht zwischen den Masten der Apsis und der Chormasten in der neuen Kirche keine Balustrade.

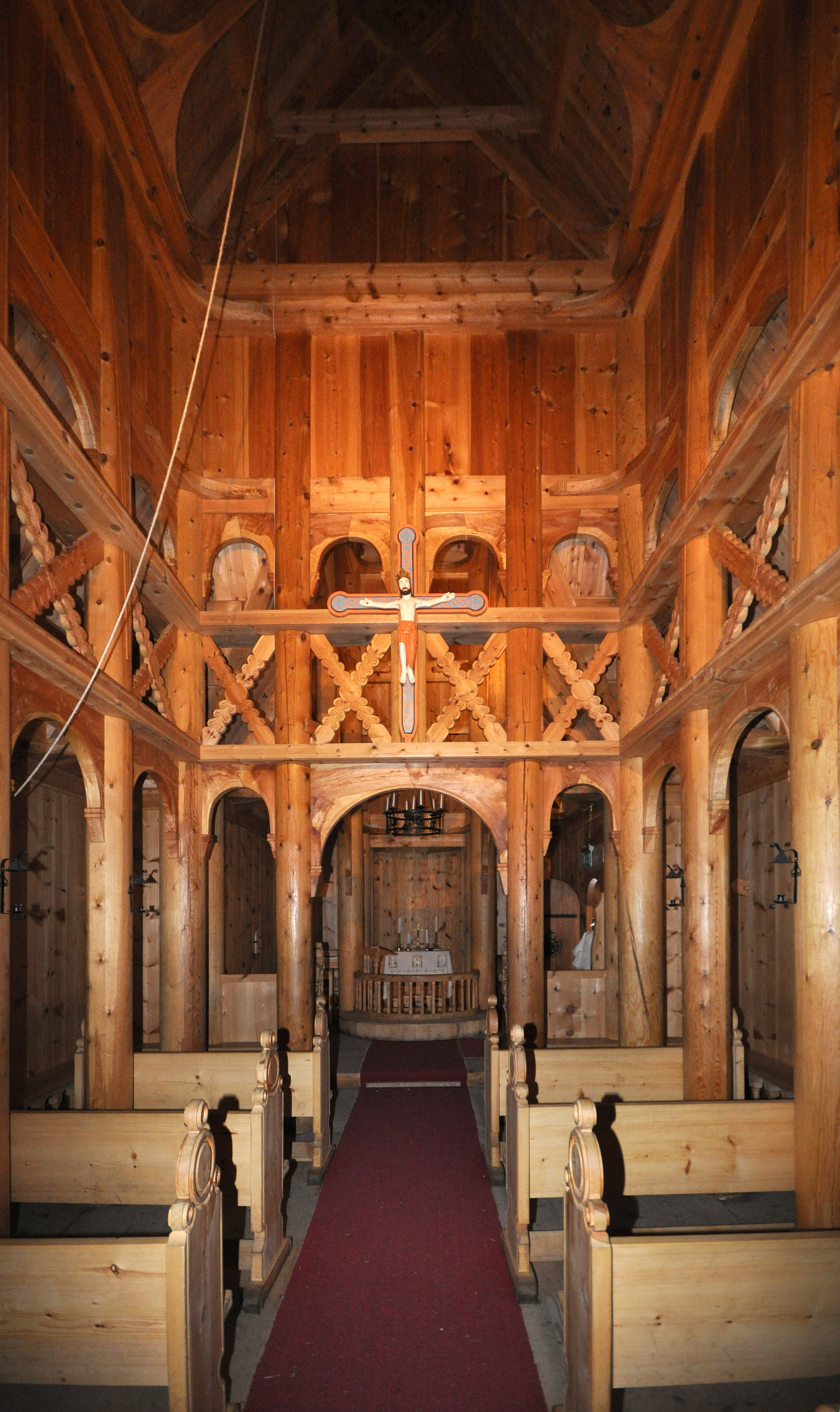
Kirchenschiff zum Chor
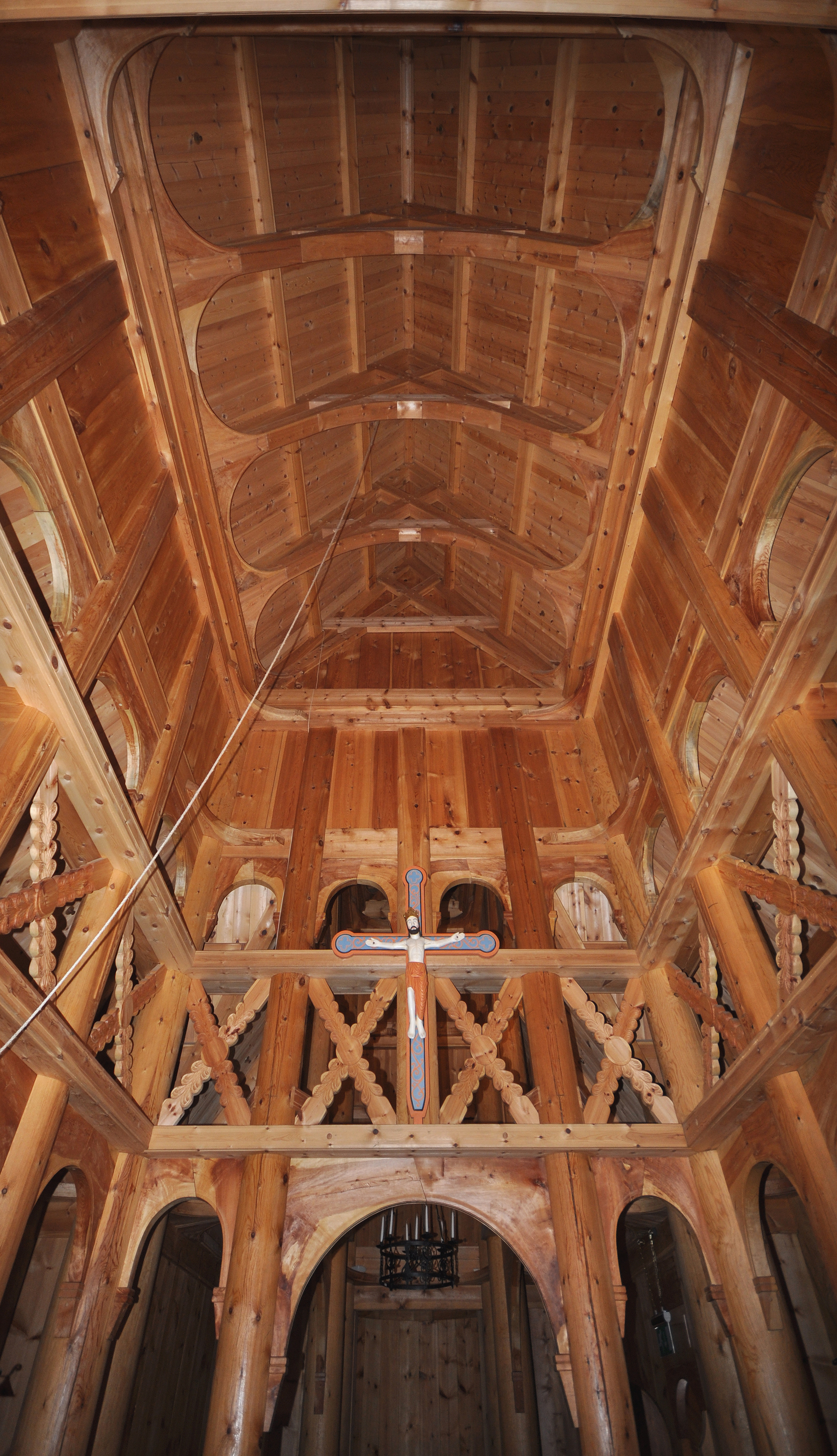
Hochsäulenkonstruktion und Decke
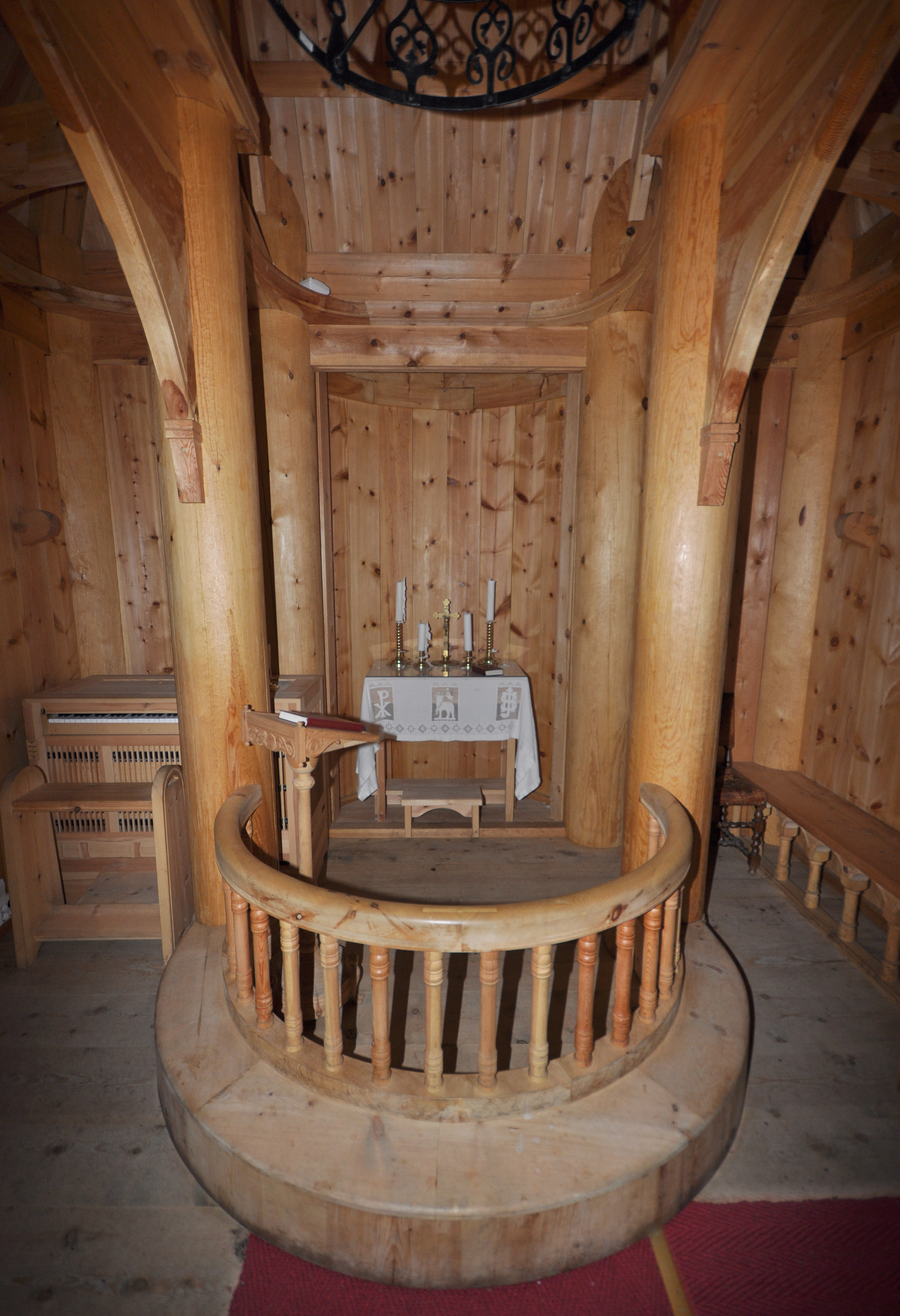
Chor mit der Balustrade und der Orgel auf der linken Seite

### Dachkonstruktion

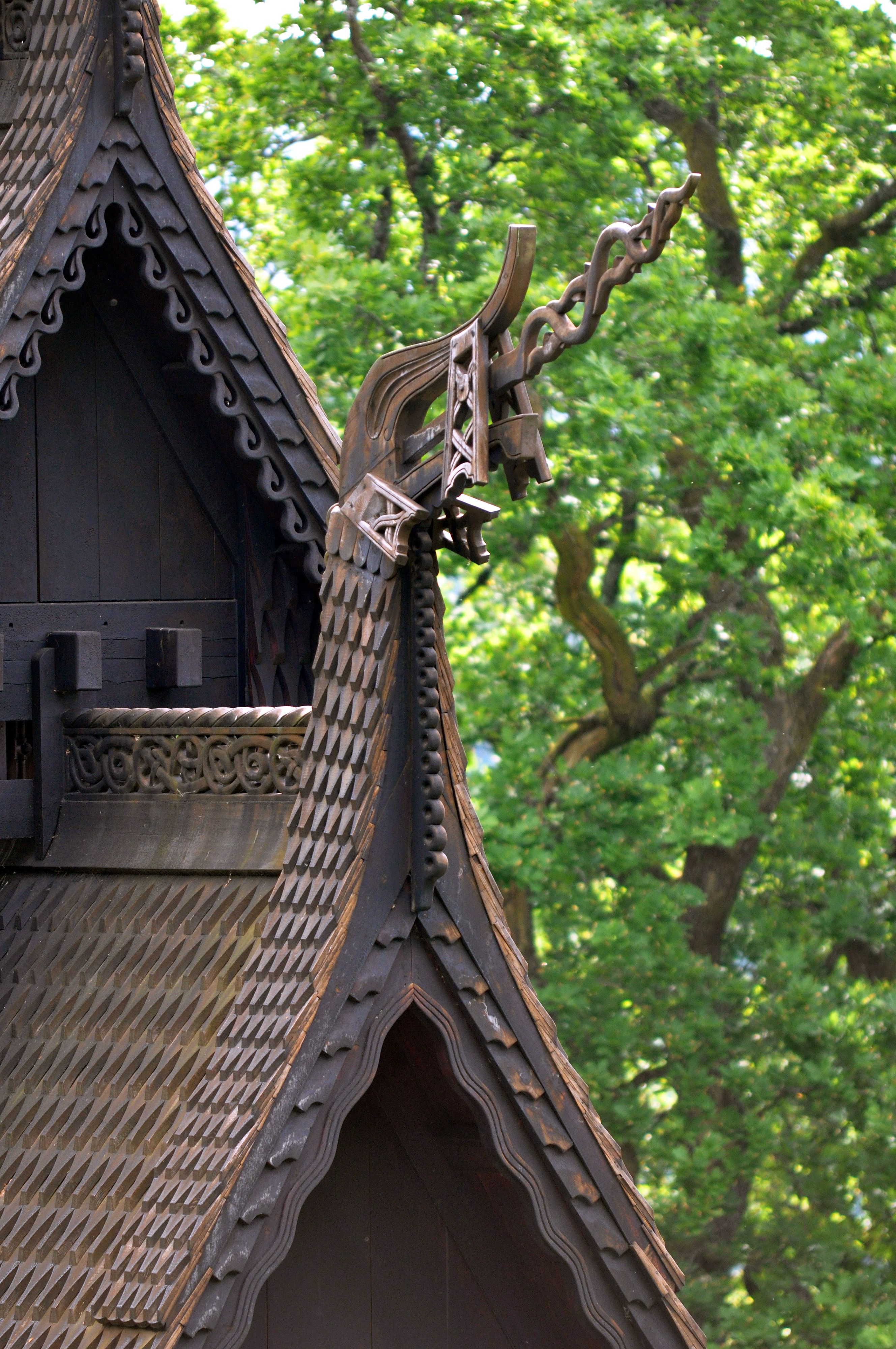
Drachenkopf auf der neuen Kirche. Der Hals ist mit Dachschindeln verkleidet.

Die Dachkonstruktion der Kirche ist sechsstufig und nach dem Vorbild der Stabkirche Borgund mit zwei Stufen Pultdächern, die gleichzeitig das Schiff und den Chor bedecken. Im Gegensatz zu dem Vorbild in Borgund liegt das obere Pultdach auf dem unteren, so dass keine Wand mehr dazwischen zu sehen ist und sieht so aus wie die Stabkirche Hopperstad. Das untere Pultdach hat einen flacheren Winkel. Auf den Pultdächern folgt eine Stufe mit einem Satteldach. Das Schiff und der Chor tragen je ein unterschiedlich hohes Satteldach. Auf dem Satteldach des Schiffes ist ein dreistufiger Dachreiter mit einem Pultdach und zwei Stufen Pyramidendächern angebracht. Dieser mehrfache Aufbau mit immer kleiner werdenden Dächern lässt die Kirche durch eine optische Täuschung höher erscheinen, als sie tatsächlich ist. Damit sollte vermutlich die Ausrichtung des Gebäudes gen Himmel und somit ins Göttliche betont werden.
Die Apsis besteht aus drei Stufen aus Kegeldächern, wobei die unteren zwei Stufen durch die Konstruktion ähnlich den Pultdächern des Schiffes gekappt sind und aufeinanderliegen und auf der Westseite durch den Chor abgeschnitten sind. Darauf folgt ein rundes Türmchen mit Kegeldach.
Das Westportal hat wie die Stabkirche Borgund und die Stabkirche Gol ein doppeltes Satteldach. Da der Laubengang bei den Längsseiten gerade weiterläuft, hat das Nordportal nur ein einfaches Satteldach. Das südliche Chorportal hat keinen zusätzlichen Dachaufbau. Es fehlt ein Südportal im Schiff, womit die Kirche kein symmetrisches Äußeres besitzt. Die Giebel der Satteldächer der Schiffportale tragen Kreuze. Der Apsisturm und das Satteldaches des Chores tragen ebenfalls je ein Kreuz. Das Kreuz des Apsistürmchens steht auf einer hölzernen Kugel. Auf den beiden Satteldächern des Schiffes befinden sich in Ost- und Westrichtung die für Wikingerschiffe typischen züngelnden Drachenköpfe. Im Gegensatz zu anderen Stabkirchen mit Drachenköpfen, wurden die Hälse mit Dachschindeln verkleidet. Die Firsten der Satteldächer tragen eine Verzierung. Das Ortganggesims der Satteldächer ist wellenartig und hat zuunterst angebrachte Drachenfiguren, wie das von der Stabkirche Hopperstad übernommen wurde. Die vielen Kreuze und Figuren könnten die gleiche apotropäische Funktion zur Abwehr des Dämonischen erfüllen wie die Wasserspeier an Steinkirchen.

## Einrichtung

### Chor
Im Apsishalbkreis steht ein kleiner Altar, der nur aus einem kleinen Holztisch besteht und ein goldenes Kreuz und Kerzen trägt. Der Altar hat kein Altarblatt. In der ursprünglichen Kirche trugen die Masten im Chor auf Gesichtshöhe je noch eine etwa 50 Zentimeter große Statue. Über dem Chor hängt wie in der abgebrannten Kirche ein runder, eiserner Kronleuchter mit sieben Kerzen. Auf der nördlichen Seite des Chors ist eine Orgel untergebracht. Ebenso befindet sich dort das steinerne Taufbecken.

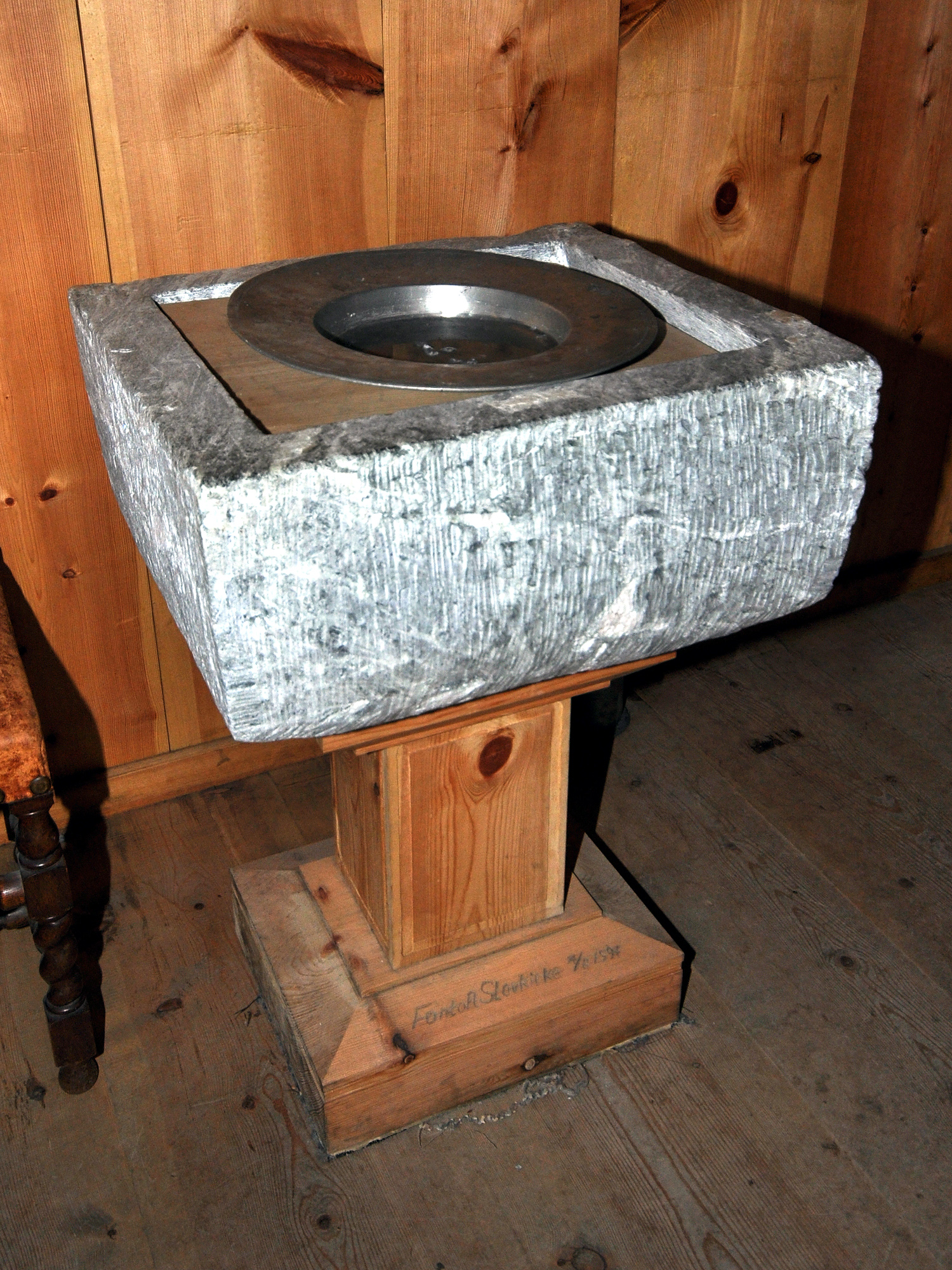
Taufbecken
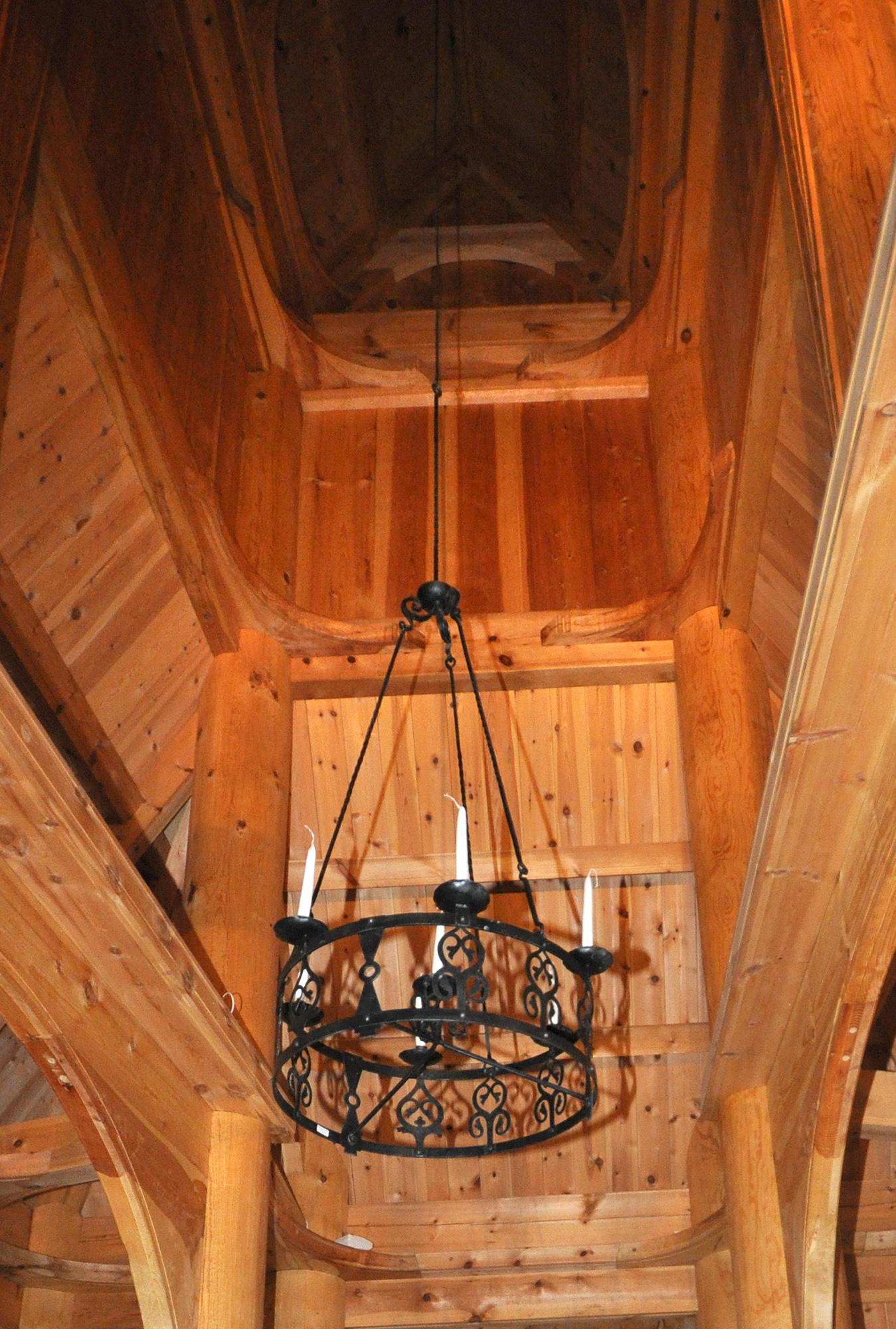
Kronleuchter

### Schnitzereien

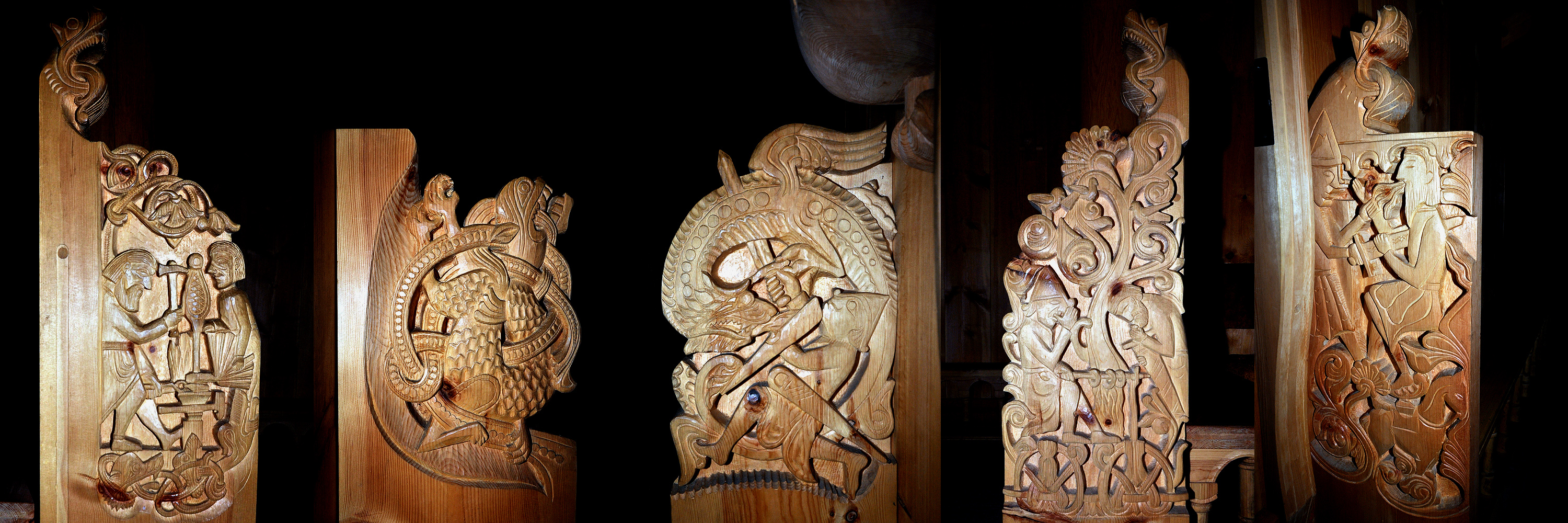
1. Bild: Reginn schmiedet für Sigurd das magische Schwert „Gram“.
2. Bild: Fafnir als Lindwurm.
3. Bild: Tötung des Fafnir durch Sigurd durch Hinterlist.
4. Bild: Sigurd und Reginn braten das Herz Fafnirs. Sigurd leckt sich den verbrannten Daumen. Die Vögel sitzen im Baum.
5. Bild: Sigurd tötet den Betrüger Reginn. Unten steht das Pferd Grani bereit.

In der neuen Stabkirche sind Schnitzereien an den Bänken im Chor, der hinteren Reihe und beim Nordportal den Portalschnitzereien der Sage um Sigurd von der abgerissenen Stabkirche Hylestad nachempfunden.
In dieser Sage beschließen Sigurd und sein Ziehvater Reginn, Fafnir zu töten. Fafnir und Reginn sind Brüder, die ihren Vater, den Riesen Hreidmar, getötet haben, um an seinen Schatz zu kommen. Fafnir nimmt aber die ganze Beute an sich und legt einen Schreckenshelm an, der ihn in einen Lindwurm verwandelt. Um Rache an dem Bruder zu nehmen, stachelt Reginn seinen Ziehsohn dazu auf, Fafnir zu töten, um den Schatz Hreidmars untereinander aufzuteilen. Dafür schmiedet der kunstfertige und zauberkundige Reginn das Schwert Gram, mit dem Sigurd den Fafnir in Lindwurmgestalt besiegen kann. Sigurd tötet Fafnir mit einer List. Er hebt eine Grube auf dem Weg zum Wasser aus und versteckt sich darin. Als Fafnir ans Wasser kriecht, um zu trinken, ersticht ihn Sigurd aus seinem Versteck. Reginn und Sigurd braten das Herz des erlegten Fafnir, weil sie glauben, damit den Mut des Opfers zu gewinnen. Während des Bratens will Sigurd mit seiner Hand testen, ob das Herz bereits gar ist, und verbrennt sich dabei den Daumen. Um seinen Schmerz zu stillen, steckt er sich den Daumen in den Mund. Da fließt ihm ein Tropfen Blut des Herzens auf die Zunge, was ihm die magische Fähigkeit einbringt, fortan die Sprache der Tiere zu verstehen. Er hört, wie ihn zwei Vögel warnen, dass Reginn gar nicht vorhat, den Schatz mit ihm zu teilen, sondern ihn bald töten will. Aufgrund dieses Wissens tötet Sigurd den Betrüger Reginn. Er belädt sein Pferd Grani und zieht mit ihm davon.